# Jean Smith (muzikante)
Jean Isabel Smith (Vancouver, 1 augustus 1959) is een Canadees zangeres, schilderes, auteur en filmregisseuse. Ze is de zangeres van de indierockband Mecca Normal. In die hoedanigheid verwierf ze bekendheid als voorloper van de feministische riot grrrl-subcultuur. Ze beïnvloedde vrouwelijke artiesten zowel in het genre als daarbuiten.
Smith heeft ook de productie van werk van andere bands en artiesten ondersteund. Zo hielp ze met de productie van het debuutalbum Betti-cola (1993) van de cuddlecorepopgroep Cub en het album Elevator madness (1996) van de Nieuw-Zeelandse muzikant Peter Jefferies.